# ألكسندر براون

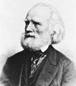
ألكسندر كارل هاينريش براون

ألكسندر براون أو ألكسندر كارل هاينريش براون (Alexander Carl Heinrich Braun) كان عالم نبات ألمانيًا، ولد في 10 مايو 1805 بريغنسبورغ وتوفي في 29 مارس 1877 ببرلين.

## روابط خارجية
- ألكسندر براون على موقع الموسوعة البريطانية (الإنجليزية)
- ألكسندر براون على موقع الموسوعة البريطانية (الإنجليزية)